# Phlomis fruticosa
Il salvione giallo, (nome scientifico Phlomis fruticosa L., 1753) è un arbusto perenne dai fiori di forma labiata e di colore giallo appartenente alla famiglia delle Lamiaceae. La pianta, detta anche salvia di Gerusalemme, è originaria dei paesi affacciati sul bacino del mediterraneo orientale e nasce spontaneamente in Albania, Cipro, Grecia, Italia, Turchia e in alcune regioni della penisola balcanica. In Italia è diffusa soprattutto nelle regioni del centro sud.

## Etimologia
Il nome generico (Phlomis) deriva dalla parola greca "phlogoj" o "phlogmis", ovvero fiamma, fuoco. Non è escluso che le foglie pelose di piante simili al salvione giallo siano state in passato utilizzate come stoppini. Il botanico e biologo svedese Linneo, autore della moderna classificazione scientifica degli organismi viventi, è stato il primo ad utilizzare questo nome forse riutilizzando quello del Tassobarbasso, pianta con le foglie dalle caratteristiche simili descritta in antichità dal medico e botanico Dioscoride. L'appellativo fruticosa significa arbustiva.
Il nome scientifico della specie è stato definito da Linneo nella pubblicazione "Species Plantarum" (vol. 2, pag. 586) del 1753.

## Descrizione

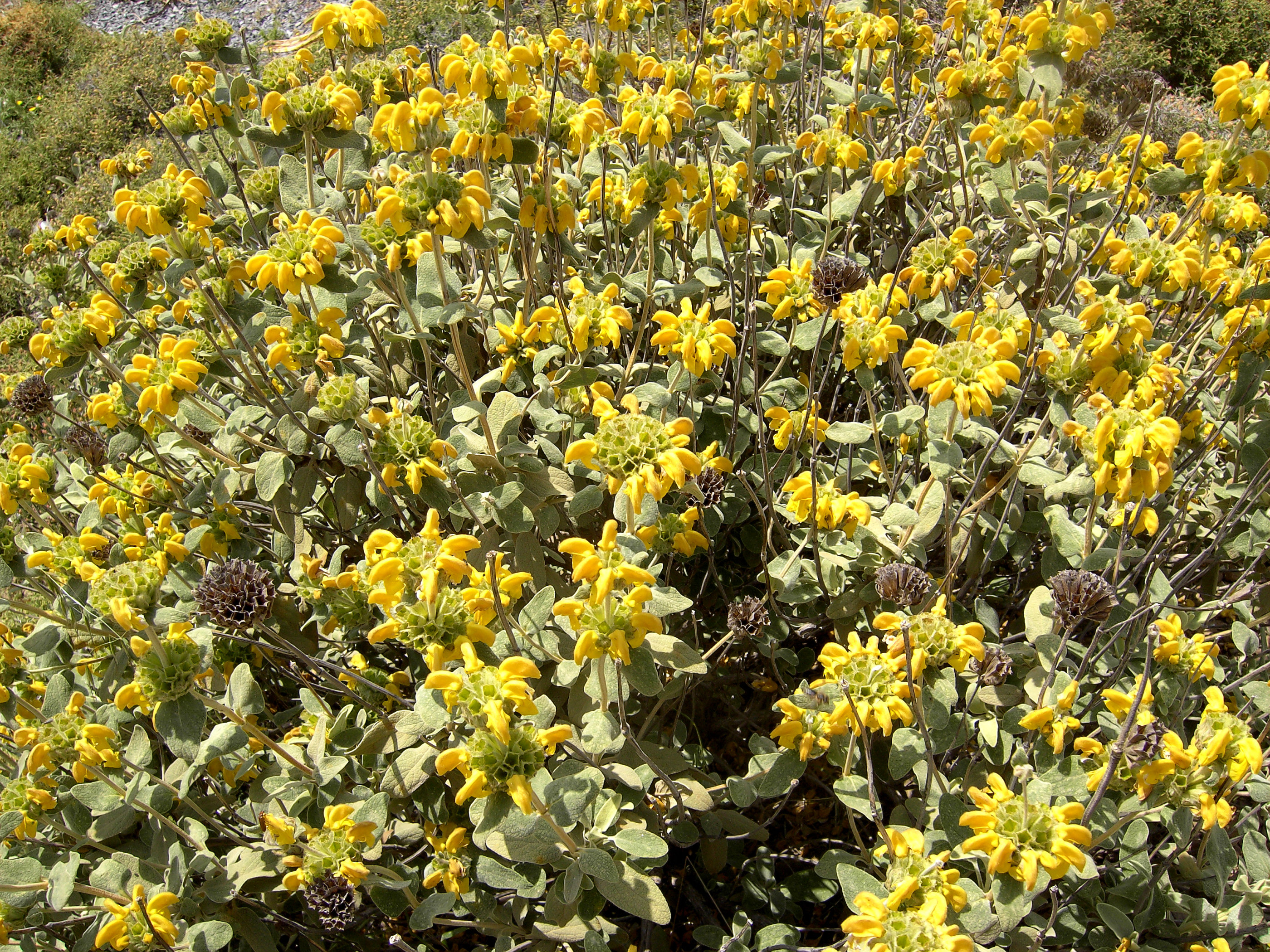
La pianta del salvione giallo

L'arbusto sempreverde è alto al massimo fino a un metro e presenta una larghezza pari a un metro e mezzo. Le foglie, dal profumo aromatico di salvia, sono di forma ovale, la loro superficie si presenta rugosa e coperta di sottili peli, il colore è grigio-verde mentre la parte inferiore è di colore bianco. I fiori di colore giallo intenso sono di forma tubolare o labiata e hanno una lunghezza massima di tre cm. La pianta è molto utilizzata per fini ornamentali.